# Peloparion submissus
Peloparion submissus är en snäckart som beskrevs av Tom Iredale 1941. Peloparion submissus ingår i släktet Peloparion och familjen Helicarionidae. Inga underarter finns listade i Catalogue of Life.